# Mausoleo de Qin Shi Huang
El mausoleo de Qin Shi Huang es el gigantesco recinto funerario que alberga la tumba de Qin Shi Huang (noviembre o diciembre de 260 a. C. - 10 de septiembre de 210 a. C.), primer emperador de la China unificada (del 221 a. C. al 10 de septiembre de 210 a. C.), perteneciente a la dinastía Qin, así como unas 400 tumbas más y los conocidos Guerreros de terracota de Xian, que él mismo mandó construir durante su mandato.

## Ubicación

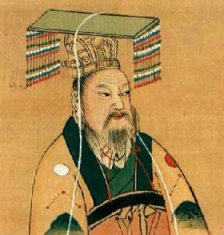
Qin Shi Huang unificó los diferentes estados feudales chinos, el último en el año 221 a. C.

El mausoleo se encuentra a unos 30 kilómetros al este de la ciudad de Xian, en el distrito de Lintong, provincia de Shaanxi, al noroeste de China.

## Historia
El Emperador dedicó cerca de 38 años a construir el mausoleo, el cual tiene 2,13 kilómetros cuadrados de superficie y, junto a otras 181 tumbas extendidas por la zona, cubre una superficie total de 60 kilómetros cuadrados; se cree que para su edificación trabajaron más de 700.000 obreros.
Fue edificado según el plan urbanístico de la ciudad de Xianyang, antigua capital de la dinastía Qin, dividida también en dos partes: interior y exterior, con forma de pirámide truncada con una base de 350 metros y una altura de 76 metros.
El mausoleo permaneció olvidado y enterrado 2.000 años.

## Tumba del emperador
La cámara funeraria y la tumba aún no han sido abiertas y se encuentran en el centro del palacio subterráneo del mausoleo.
La tumba está ubicada entre una réplica de la China y un mar de mercurio y la cúpula de la cámara, con joyas y pinturas simulando a las estrellas, según las fuentes antiguas.

## Ejército de terracota

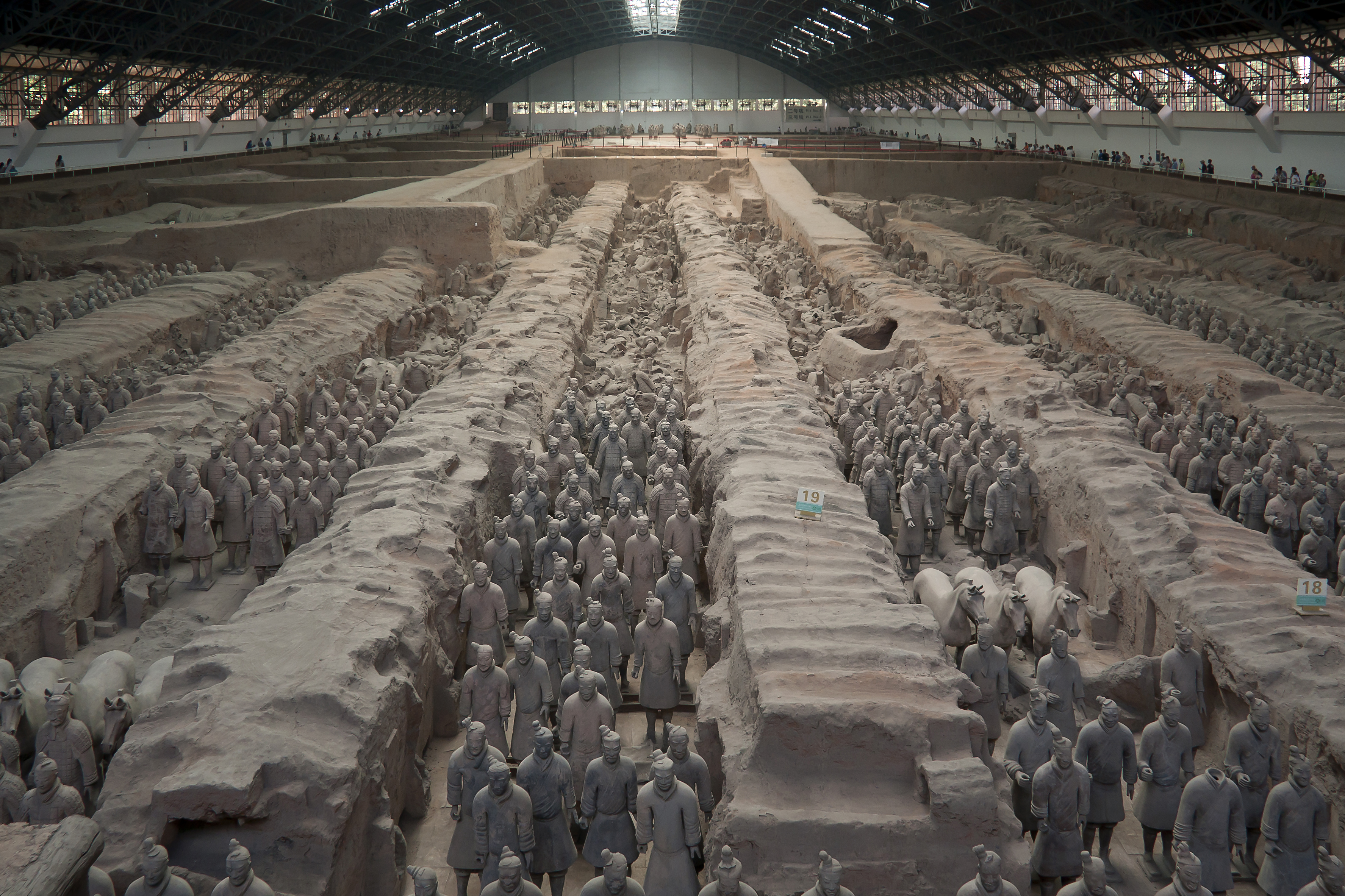
El imponente ejército de Guerreros de terracota.

Los Guerreros de terracota (兵馬俑; pinyin: bīng mă yōng, traducción literal: "Figuras de soldados y caballos"), dentro del Mausoleo del Primer Emperador Qin (秦始皇陵; pinyin: qín shĭ huáng líng), fueron descubiertos en marzo de 1974 durante unas obras para el abastecimiento de aguas de regadío cerca de Xian, provincia de Shaanxi, República Popular China. Desde el año 1987 el recinto arqueológico está considerado como Patrimonio de la Humanidad por la Unesco.
El ejército consta de más de 7000 figuras de guerreros y caballos de terracota a tamaño real, que fueron enterrados junto al autoproclamado primer emperador de China. Sorprende tanto el número de figuras como el detallismo de las mismas, y el hecho de que, a pesar de seguir un esquema general común, son todas diferentes. Muchas de ellas portan armas reales y otros accesorios.

## Conservación
Solamente se ha descubierto una parte del gigantesco complejo del mausoleo y quedan pendientes hallazgos muy importantes por desenterrar.
Se han detectado diferentes tipos de moho en las figuras descubiertas, lo que ha obligado a contratar empresas especializadas para intentar conservar los hallazgos de la mejor manera posible.
También se está intentando conservar de la mejor manera posible la delicada policromía que poseían las figuras, gran parte de la cual no ha sobrevivido al paso del tiempo.

## Galería de imágenes

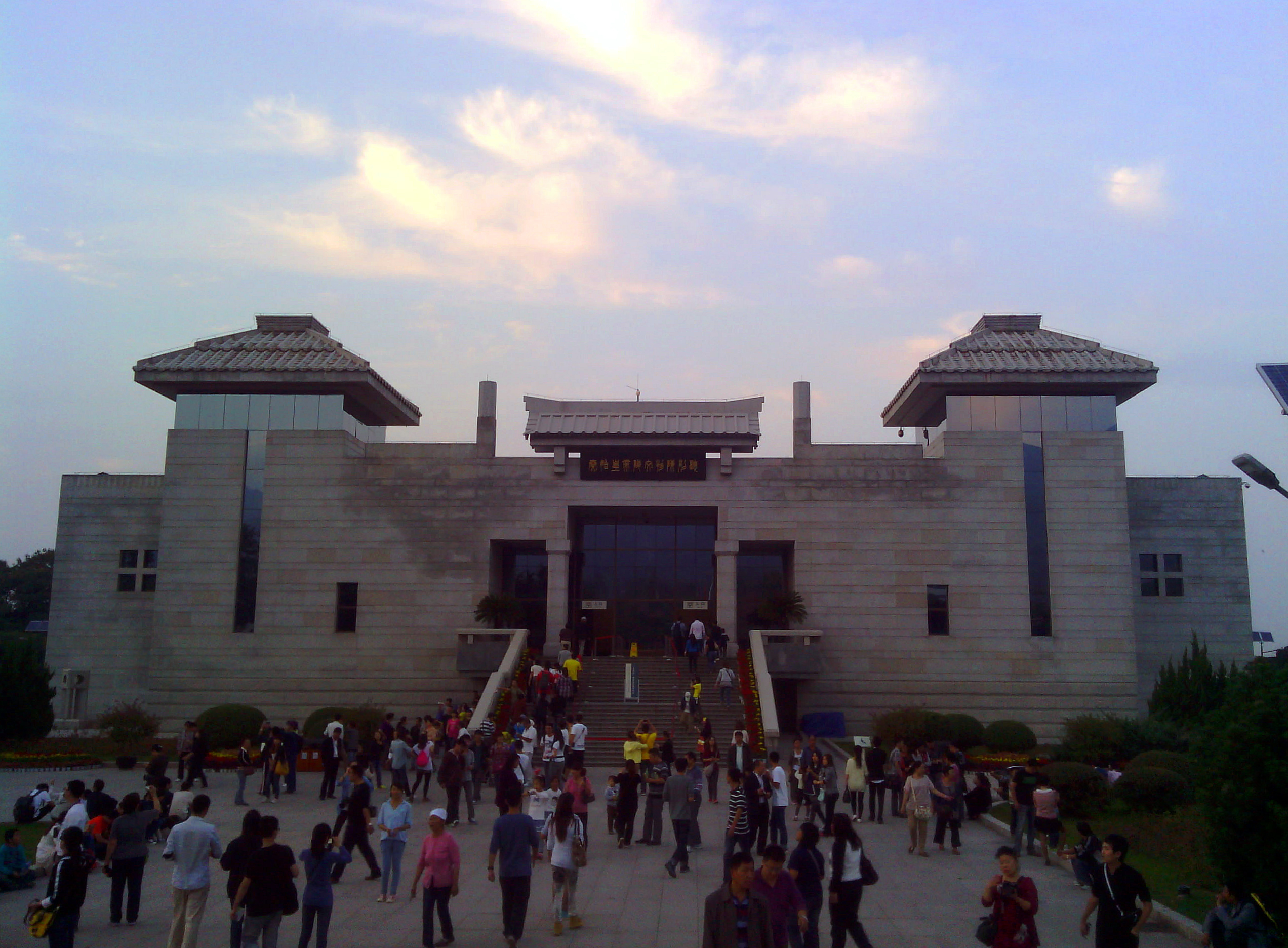
Entrada al museo del mausoleo.
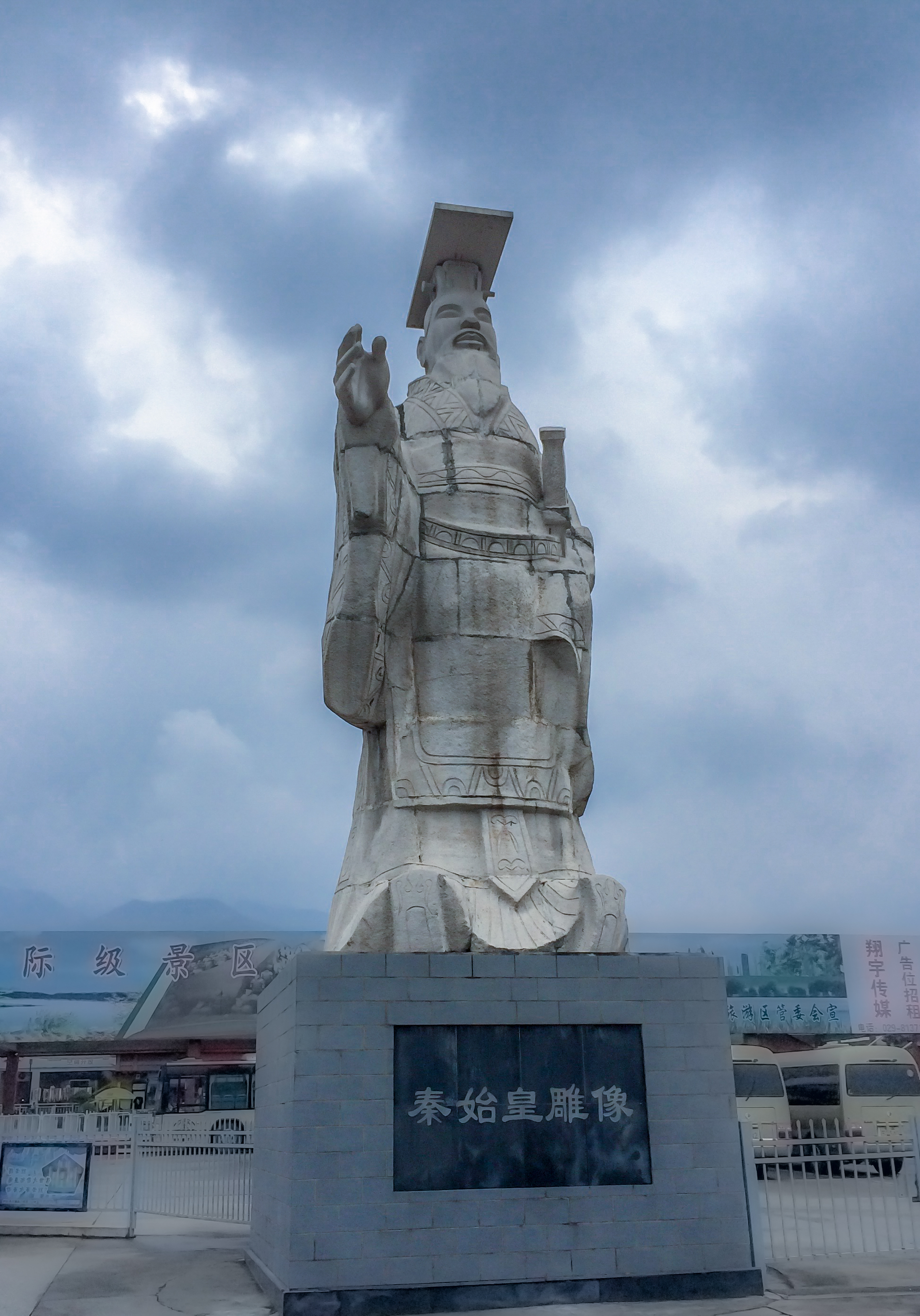
Estatua de Qin Shi Huang cerca del mausoleo.
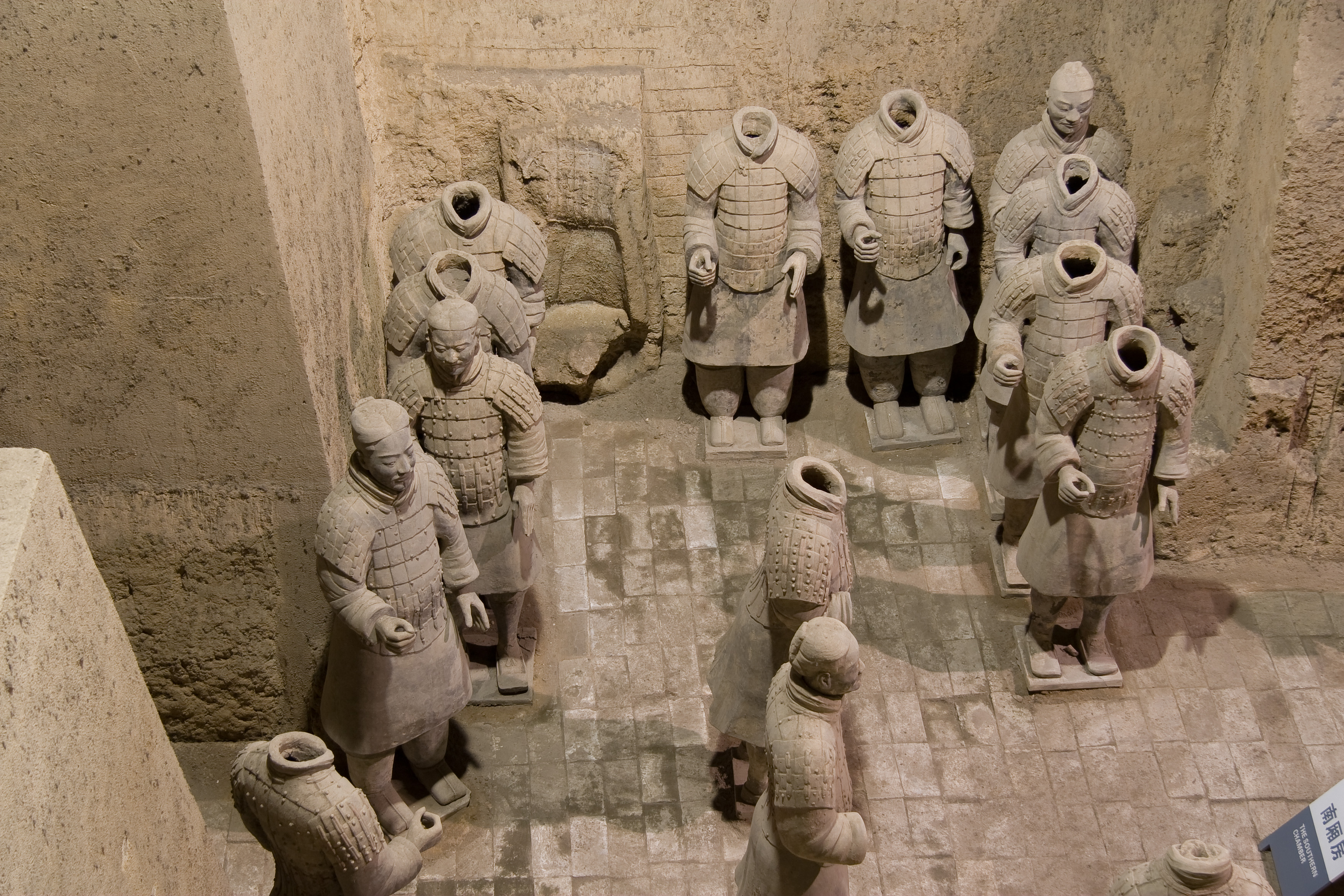
Grupo de guerreros, algunos de ellos descabezados, en un foso del mausoleo.
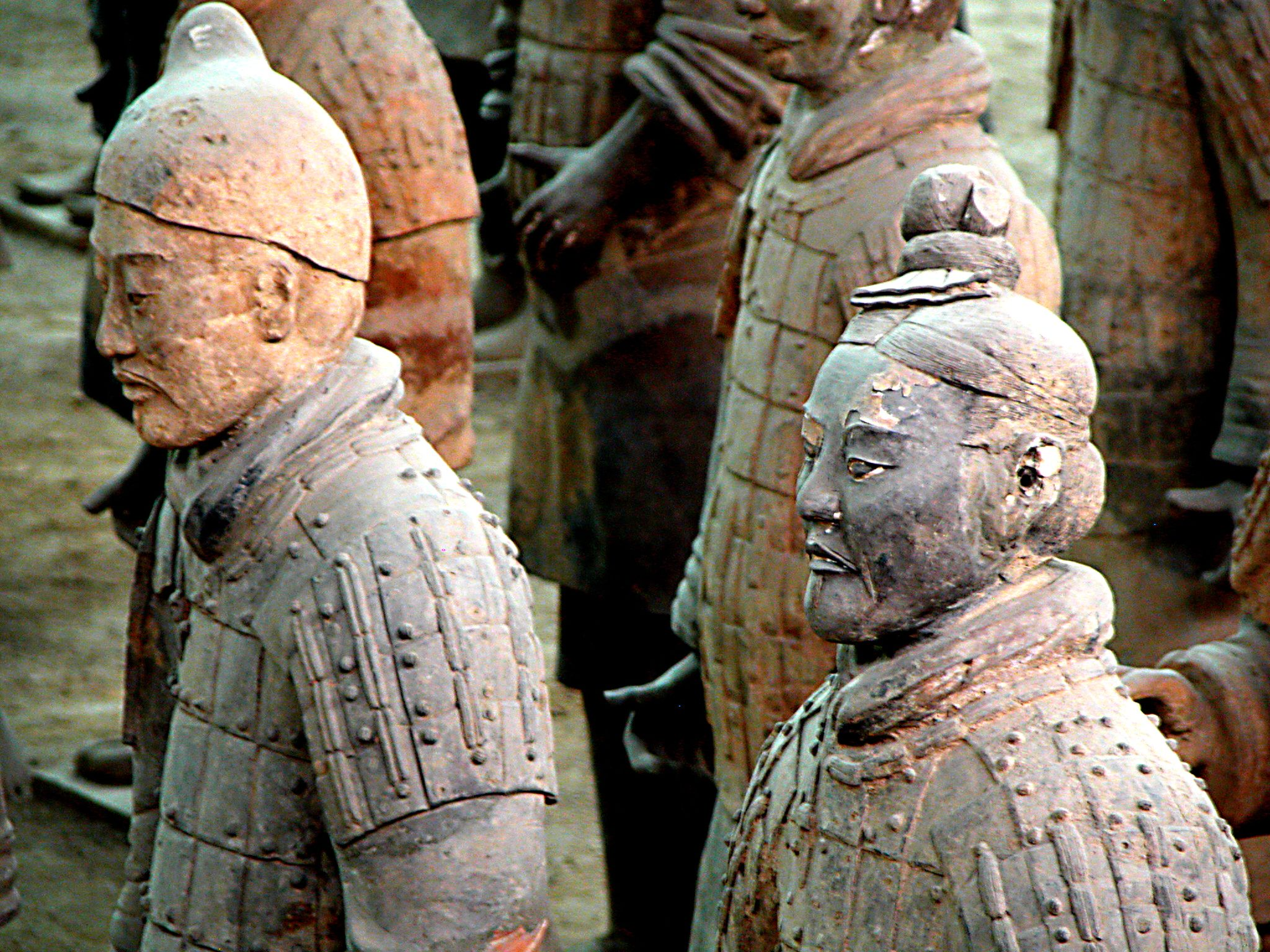
Detalle de un grupo de figuras.
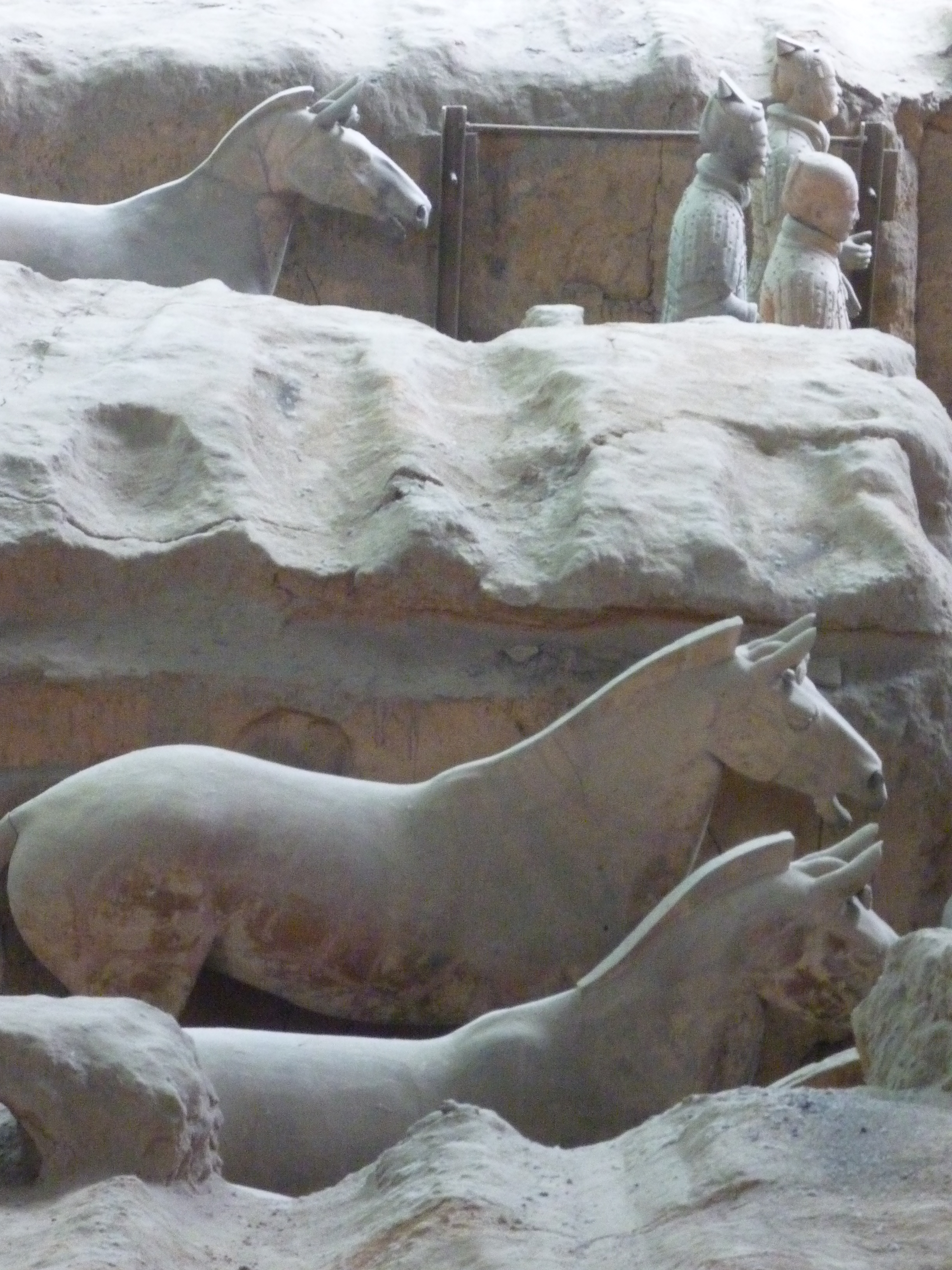
Detalle de uno de los fosos con figuras de caballos.
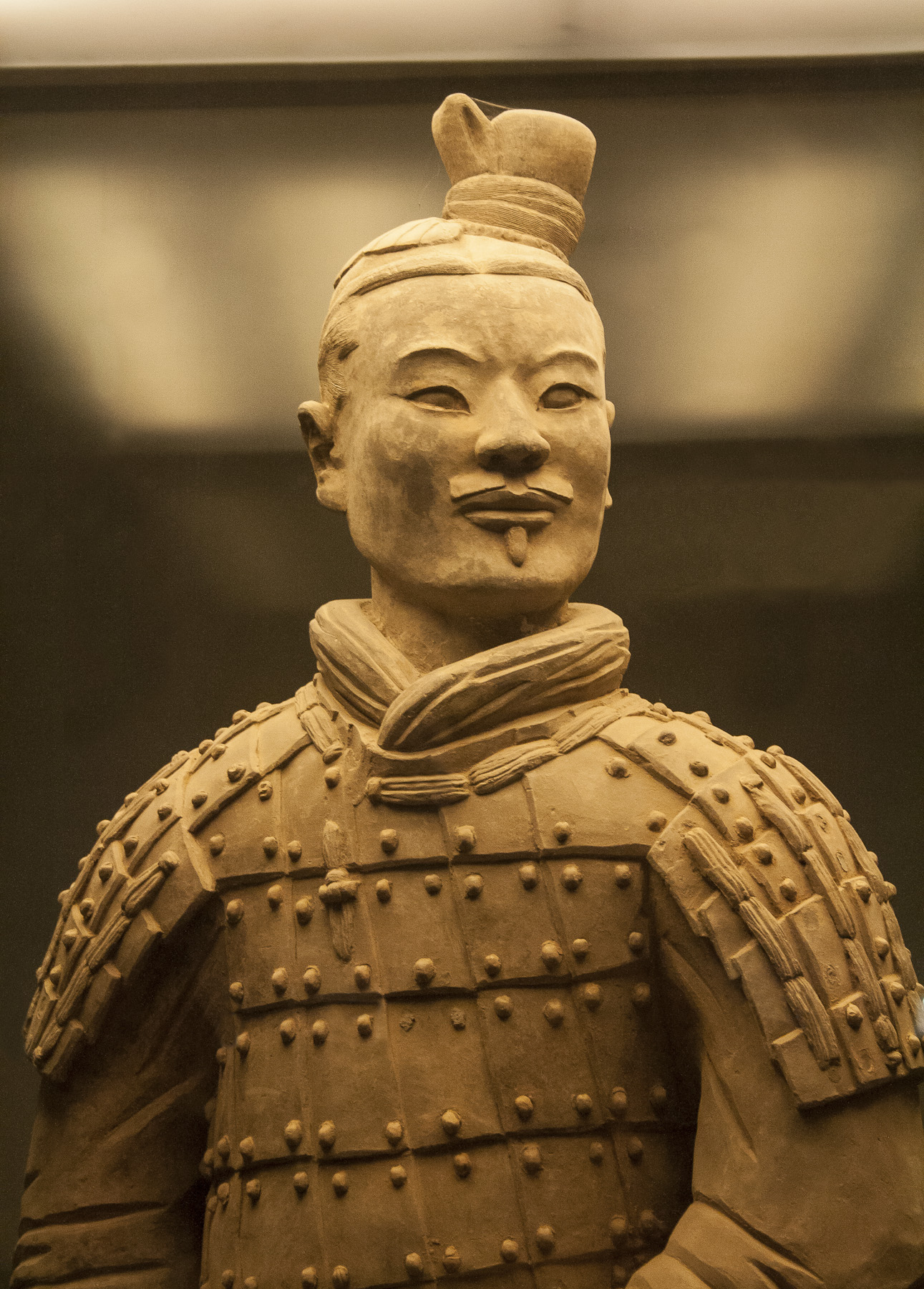
Guerrero.

## El mausoleo en la cultura popular
Novelas:
- Todo bajo el cielo, por Matilde Asensi (2006)[3]

Películas:
- La momia 3. La tumba del Emperador dragón (2008). Película basada levemente en la historia del Emperador.[4]